# Sistema educativo de Chile
El sistema educativo de Chile es complejo y de naturaleza mixta —público y privado—, lo que queda en evidencia en su estructura, instituciones, integrantes, normativa y financiamiento, entre otros elementos. 
Regida por la Ley General de Educación de 2009 (LGE), el país cuenta con cuatro niveles de educación —educación parvularia, básica, media y superior—, de los cuales los tres primeros son obligatorios, a los que se añaden modalidades educativas dirigidas a atender a poblaciones específicas —especial o diferencial y para adultos. La cobertura del sistema para aquellos niveles considerados obligatorios es alta y similar a los países de la OCDE. 
En 2020 el país contaba con 16 474 establecimientos educacionales: 4373 prescolares, 11 342 primarios y secundarios y 140 superiores —incluidos centros de formación técnica, institutos profesionales, universidades e instituciones de educación superior de las Fuerzas Armadas—. Ese mismo año, la matrícula nacional ascendía a 5 079 313 estudiantes: 250 316 prescolares, 3 607 980 primarios y secundarios —1 171 288 de educación municipal (pública), 1 960 998 de educación particular subvencionada (mixta), 324 860 de educación particular pagada (privada), 44 538 de las corporaciones de administración delegada y 106 296 de los servicios locales de educación— y 1 221 017 superiores.
En materia educativa, el Estado asume un rol subsidiario y promueve la participación de los privados en un entorno regulado. Un extenso marco normativo, internacional y nacional, ha regido el Sistema educativo de Chile. A nivel macro y con mayor jerarquía destaca la Constitución Política de la República de Chile, mientras que por la vía de su artículo 5, se le otorga rango constitucional a la Declaración Universal de los Derechos Humanos y el Pacto Internacional de Derechos Económicos, Sociales y Culturales. Con un menor nivel de jerarquía, continúa la Ley General de Educación (LGE) de 2009, que rige a la educación chilena.
Los derechos a la educación y a la libertad de enseñanza están resguardados en la Constitución Política de la República.

## Marco normativo
Un extenso marco normativo, internacional y nacional, ha regido al sistema educativo de Chile.

### Internacional
Chile adhirió a la Declaración Universal de los Derechos Humanos (1948) y al Pacto Internacional de Derechos Económicos, Sociales y Culturales (1966); ambos documentos declaran a la educación como un derecho y establecen ciertas condiciones para ésta. El artículo 26 de la Declaración Universal de los Derechos Humanos, establece: la educación como derecho, sus roles, la obligatoriedad y gratuidad según nivel educacional; y finalmente la libertad de los padres a elegir el tipo de educación para sus hijos. El artículo 13 del Pacto Internacional de Derechos Económicos, Sociales y Culturales, ratifica los derechos establecidos en Declaración Declaración Universal de los Derechos Humanos; y establece: el derecho a educación, el rol de la educación, niveles educativos obligatorios y sus alcance, así como el derecho a la libertad de enseñanza.
Los principios jurídicos contenidos en ambos cuerpos del derecho internacional, son la base e inspiración para la legislación nacional; la que los recoge e interpreta, de acuerdo a la ideología política de los legisladores y gobernantes. Amplia literatura y debates: académicos, sociales, políticos e incluso técnicos; versan sobre esta materia y las consecuencias que ha tenido en el Sistema educativo de Chile.

### Nacional
- Constitución Política de la República de Chile
- Ley Orgánica Consitucional de Enseñanza - LOCE
- Ley General de Educación - LGE

## Historia

### Etapa colonial
En la Colonia, la educación estuvo mayormente a cargo de la Iglesia, especialmente las congregaciones religiosas establecidas en el país, destacando los Jesuitas y Dominicos. En el nivel primario el enfoque estuvo puesto en la enseñanza de la escritura y lectura, más algunas lecciones de catecismo y aritmética. En este período, las órdenes de los Mercedarios y Franciscanos también formaron escuelas y lo hicieron en: Concepción, Osorno, La Imperial y Valdivia. Debido a la necesidad de convertir a los indígenas a la fe católica, se abrió en Penco un curso de lengua araucana, pero no duró por la escasez de alumnos. También se creó una escuela para que los mapuches aprendiesen castellano, el Colegio de Naturales de Chillán (1697).
En cuanto a la educación superior en Chile, en el siglo XVII se crearon tres centros de enseñanza superior con categoría de universidades pontificias, que tenían un carácter eminentemente eclesiástico: el Colegio Máximo San Miguel de los Jesuitas y la Universidad de Santo Tomás de Aquino de los Dominicos, ambas en Santiago; mientras que en Concepción, funcionó durante 43 años, la Universidad Pencopolitana también dirigida por los Jesuitas. En 1758, por autorización de Felipe V, se erige la Universidad de San Felipe, antecesora de la actual Universidad de Chile.

### Independencia
Con el advenimiento de la Independencia, la educación fue un tema de interés para los dirigentes patriotas. En 1812 se creó la Biblioteca Nacional y en 1813 se creó el Instituto Nacional. Los diversos textos constitucionales, establecen la obligatoriedad del Estado de mantener escuelas de primeras letras.

### Etapa republicana

#### SigloXIX
Una vez afianzada la organización del Estado, se suceden diversos hitos en materia educacional. Así, en 1842 la Universidad de San Felipe se transformó en la Universidad de Chile, y se creó la Escuela Normal de Preceptores; primera en su tipo en Sudamérica. Para el desarrollo de la educación técnica, en 1848 se creó la Escuela de Artes y Oficios. En 1860 se promulgó la Ley Orgánica de Instrucción Primaria, y en 1877, el Decreto Amunátegui, que permitió la incorporación de la mujer a la educación superior.
Durante el siglo XIX convivieron los sistemas público y privado de educación, este último dominado por la Iglesia Católica. Con el advenimiento de la República Liberal, y en el marco de las Cuestiones Teológicas, surgieron debates sobre la vigilancia estatal en la educación versus la libertad de enseñanza, defendida por los colegios confesionales. Uno de los hitos más importantes de este enfrentamiento fue la creación, en 1888, de la Universidad Católica de Chile; primer centro privado de estudios superiores del país. Mientras que para la formación de profesores de enseñanza secundaria, se creó en 1889, el Instituto Pedagógico.

#### SigloXX
El siglo XX fue generoso en la creación de establecimientos y en las reformas impulsadas. En 1921 se creó la primera universidad fuera de Santiago, la Universidad de Concepción (aunque previamente existieron cursos universitarios sueltos en Valparaíso). Asimismo, se crearon otras cuatro universidades privadas en regiones: Universidad Católica de Valparaíso (1928), Universidad Técnica Federico Santa María (1931), Universidad Austral de Valdivia (1954) y Universidad Católica del Norte (1956). Mientras, en 1947 la Escuela de Artes y Oficios, junto a otros institutos técnicos públicos, se refunden y crean la Universidad Técnica del Estado (UTE). Todas las instituciones, mencionadas anteriormente, además de las universidades de Chile y Católica de Santiago, conformaron el Consejo de Rectores de las Universidades Chilenas (CRUCH) en 1954. Por otro lado, la Universidad de Chile se expandiría por el país creando varias sedes regionales, lo que sería imitado por la UTE y la Católica.

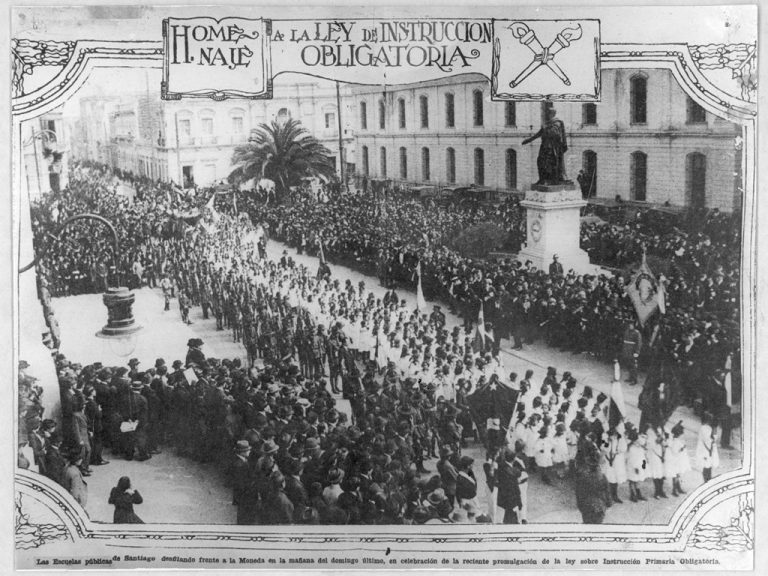
La promulgación de la Ley de Instrucción Primaria Obligatoria se celebró con un feriado nacional y un gran acto cívico, el 29 de agosto de 1920.

En cuanto a las reformas educacionales, en 1920 la Ley de Instrucción Primaria Obligatoria estableció como nivel mínimo de educación el 3.º año de preparatoria. En 1945 se hicieron planes de reforma parcial de la educación escolar, y en 1953 se crea la Superintendencia de Educación y la JUNAEB. En 1965 durante el gobierno de Eduardo Frei Montalva, se inició una profunda reforma educacional en la que se redujo de 6 a 4 años la enseñanza secundaria, llamada "de humanidades", que pasaría a llamarse "educación media" (secundaria), mientras que la educación preparatoria, se renombró a "educación básica" (primaria) y pasó de 6 a 8 años obligatorios, además se dividieron las jornadas horarias en dos. Posteriormente, y hacia finales de los sesenta, las universidades pasarían por el período de la reforma universitaria, donde se pretendió otorgar un cariz más democrático al gobierno de estas instituciones, buscando representatividad para los distintos estamentos.
Tras el golpe de Estado de 1973, se vivió un proceso de retroceso en materia de democracia educacional, a la vez que se descentralizó o liberalizó algunos aspectos de la educación. En 1974 empieza un proceso que elimina las escuelas normales y traspasa la formación de profesores de enseñanza básica a las universidades. En 1981 las sedes de las universidades de Chile y Técnica del Estado, fueron convertidas en universidades regionales, o en otras universidades metropolitanas, y se autorizó la creación de universidades privadas al margen del Consejo de Rectores. Asimismo, los establecimientos escolares fueron trasferidos desde el Estado a las Municipalidades (municipalización). En las postrimerías del régimen, se dictó la Ley Orgánica Constitucional de Enseñanza (LOCE), que señaló las pautas para la educación chilena desde los niveles preescolares hasta la educación superior. Esta ley, reconoció el derecho a la Educación y la libertad de enseñanza, además fija los requisitos mínimos y objetivos básicos que se debían cumplir.
Tras el retorno a la democracia, la educación vivió una serie de cambios curriculares, amén del aumento de las demandas por acceso y calidad de la educación. En 1992 se estableció el Estatuto Docente y en 1996 se inició el programa de Jornada Escolar Completa, junto a importantes cambios curriculares.
La Revolución Pingüina, producida entre mayo y junio de 2006, colocó a la educación como un tema central de la política y la sociedad chilena. Eso llevó, entre otros, al reemplazo de la LOCE por la Ley General de Educación, que contempla modificaciones importantes en los procesos de admisión, currículum, y reconocimiento oficial de los establecimientos educacionales. Asimismo, se han producido eventos que generan gran impacto en la opinión pública, como el cierre forzoso de la Universidad ARCIS, la Universidad del Mar, la Universidad del Pacífico, la Universidad Iberoamericana, y los casos de corrupción que afectaron a los miembros de la Comisión Nacional de Acreditación.

## Características

### Parvulario o preescolar

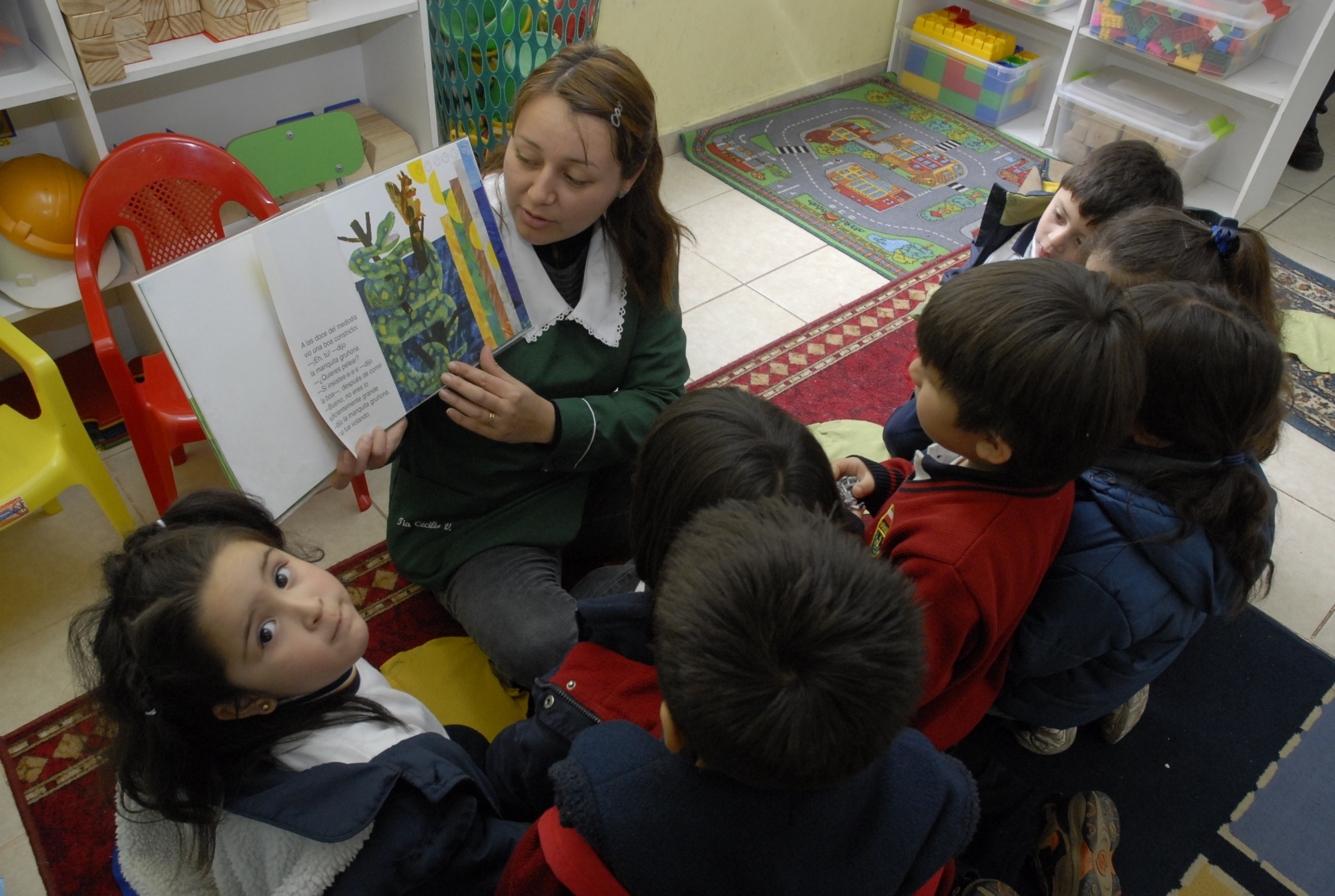
Educadora de párvulos junto a sus alumnos.

La educación parvularia atiende a la población de niños y niñas entre los 6 meses y los 6 años. Pasó a ser obligatoria el 21 de mayo de 2013, cuando el presidente Sebastián Piñera anunció la aprobación del proyecto de ley que estipulaba la obligatoriedad del kínder, dejando así el prekínder no obligatorio.
La atención parvularia se realiza a través de las sala cunas y jardines infantiles de administración municipal, particular subvencionada, particular, de JUNJI o de la Fundación Nacional de Atención al Menor (Fundación Integra). La educación parvularia está dividida en los siguientes niveles:
- Sala cuna: 84 días hasta 2 años
- Medio: desde 2 hasta 4 años. Se divide en los niveles medio menor y mayor.
- Transición: desde 5 hasta 6 años. Se divide en primer nivel de transición (pre-kínder, 5 a 5 años) y segundo nivel de transición (kínder, 6 a 6 años)[18]

El 21 de mayo de 2013, se anunció una reforma constitucional para establecer el segundo nivel de transición (kínder) como obligatorio a partir de 2015, convirtiéndose en requisito para cursar el nivel básico, llegando así a 13 años de educación garantizada.
En 2015 se promulgó una ley que crea un nuevo esquema rector del nivel preescolar, el cual a agosto de 2016 está en fase de implementación.[actualizar]

### Nivel básico o primario

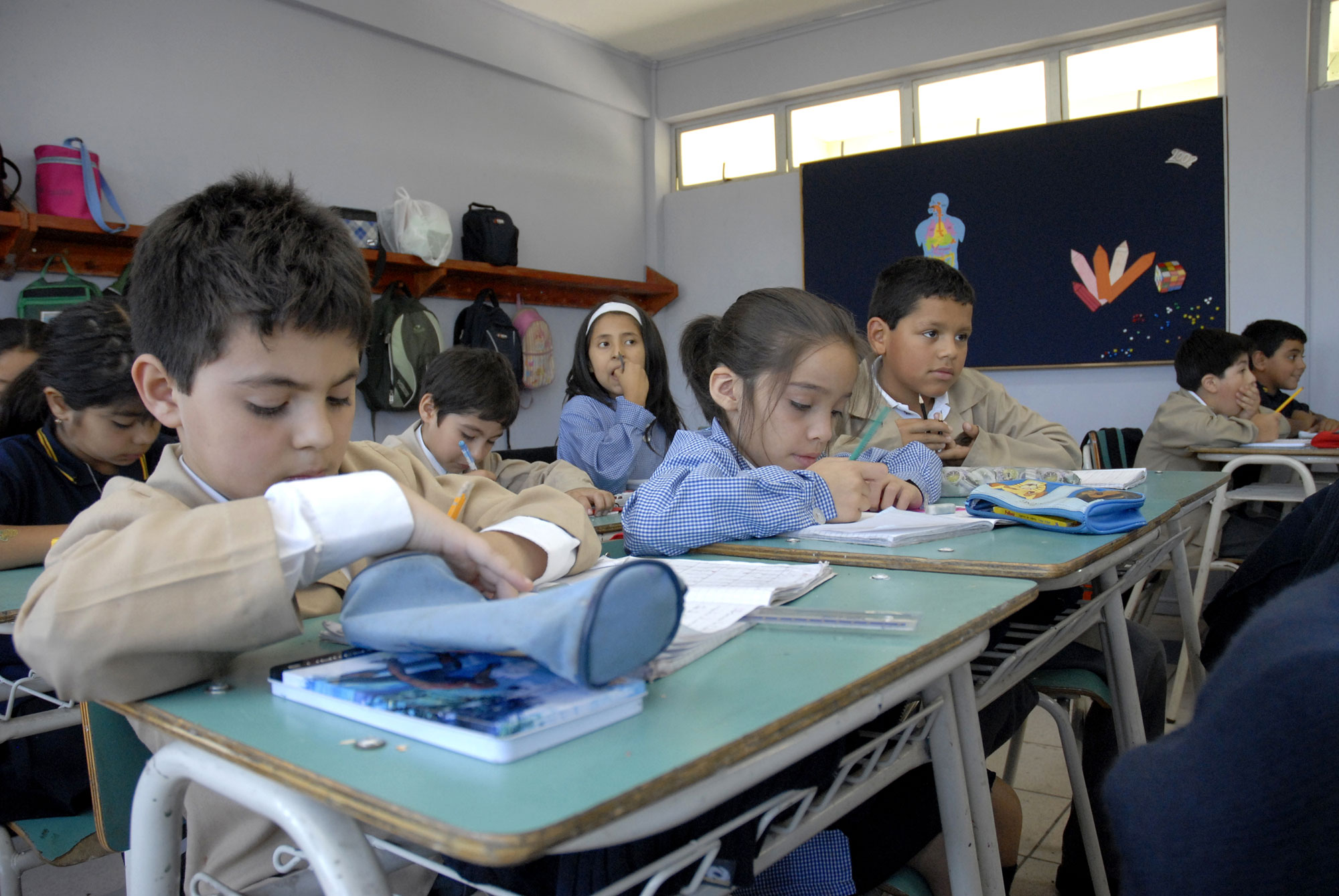
Estudiantes del nivel básico.

La enseñanza básica, desde la reforma de 1965, corresponde al ciclo inicial de estudios escolares. En 1920 la legislación chilena había establecido la obligatoriedad de cursar cuatro años de escolaridad mínima. En 1929 este mínimo fue aumentado a seis años. Finalmente, en 1965 se estableció la obligatoriedad del nivel básico, cuya duración actual es de ocho años divididos en dos ciclos y ocho grados (de 7 a 14 años de edad ideal).
- EGB ciclo I: 1.º, 2.º, 3.º y 4.º año o grado de escolarización
- EGB ciclo II: 5.º, 6.º, 7.º y 8.º año o grado de escolarización

La Ley General de Educación de 2009 contempla el cambio a una educación básica de seis años y la educación media también de seis años, con una renovada estructura curricular. El cambio se efectuará a contar de 2026.

### Nivel medio o secundario
La enseñanza media está dividida en Enseñanza Media Científico-Humanista (EMCH), Técnico-Profesional (EMTP), y Artística (desde 2006), con una duración de cuatro años.
En 2003 el expresidente Ricardo Lagos junto con la ministra de Educación Mariana Aylwin otorgaron de carácter obligatoria esta etapa a través de la ley 19876.
La Enseñanza Media se organiza como sigue:
- EMCH 1.º a 4.º grados
- EMTP 1.º y 2.º grados con el mismo programa educacional que EMCH
- EMTP 3.º y 4.º grados programas diferenciados según especialidad

Los liceos o colegios que imparten especialidades técnico-profesionales otorgan Títulos de Técnico de Nivel Medio y se les denomina:
- Liceos Agrícolas: otorgando títulos de Técnico de Nivel Medio en las actividades propias de la agricultura.
- Liceos Comerciales: administración, contabilidad y secretariado dominan estos liceos.
- Liceos Industriales: electricidad, mecánica, electrónica, informática, entre otras.
- Liceos Técnicos: vestuario (corte, confección y/o modas), cocina, enfermería, parvulario y otros.
- Liceos Polivalentes: son los que tienen carreras de dos o tres de los liceos antes mencionados.

### Nivel superior

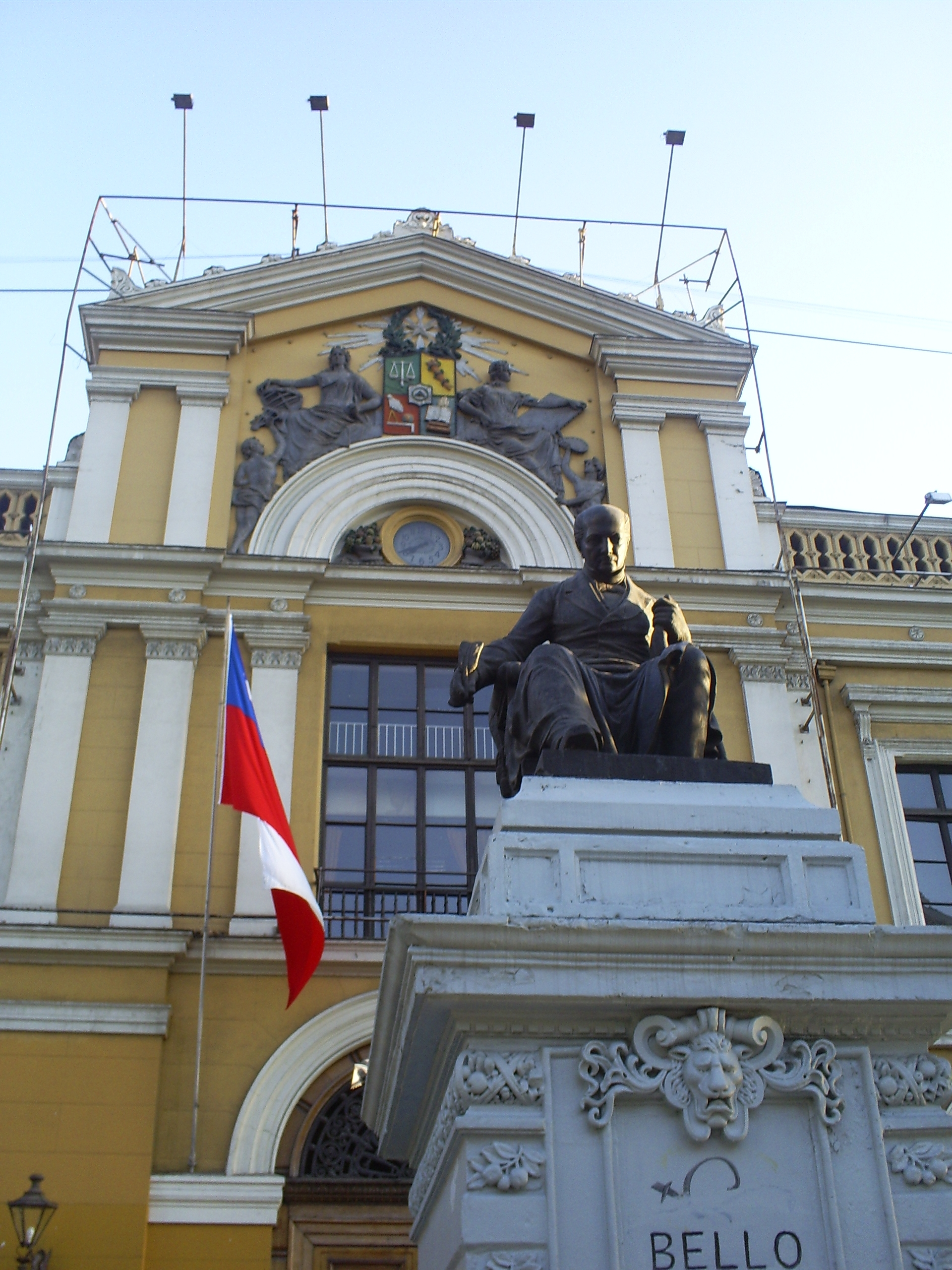
Frontis de la casa central de la Universidad de Chile, la primera universidad chilena fundada en la época republicana.

En la educación superior de Chile se distinguen cuatro tipos de establecimientos, creados por la reforma de la educación superior 1981. A ellos pueden optar todos los egresados de la educación media:
- Centros de Formación Técnica (CFT): tienen carreras con una duración de 2 años y otorgan títulos de Técnico de Nivel Superior.
- Institutos Profesionales (IP): otorgan títulos de Técnico Superior y Títulos Profesionales en aquellas carreras que requieran el grado académico de Licenciado.
- Universidades (U): otorgan todos los Títulos Profesionales y los Grados Académicos de Licenciatura, Magíster y Doctor en su especialidad.
- Instituciones de educación superior de las Fuerzas Armadas: las FF.AA. pueden entregar títulos y grados académicos a través de sus instituciones educativas. Este tipo de instituciones fueron incorporadas recientemente y a este grupo pertenecen la Academia Nacional de Estudios Políticos y Estratégicos (ANEPE), la Academia Politécnica Militar, la Academia Politécnica Naval y la Academia Politécnica Aeronáutica, entre otras.

Quienes ingresan a la educación superior universitaria pueden optar entre universidades tradicionales, que fueron creadas antes de 1981 y que están agrupadas en el Consejo de Rectores de las Universidades Chilenas (CRUCH) o en las universidades "privadas". Las primeras reciben varios tipos de fondos del Estado, como el aporte fiscal directo (AFD) y el aporte fiscal indirecto (AFI). Según la legislación vigente, a todas las universidades chilenas se les considera como organizaciones sin fines de lucro, aunque solo desde el año 2011 se discute un mecanismo de fiscalización de dicha situación.

#### Proceso de selección
Las instituciones del CRUCH son 30 (18 universidades estatales y 12 universidades privadas con aportes del estado) y la selección para el ingreso a estas universidades se efectúa a través de la Prueba de Acceso a la Educación Superior (PAES), la cual mide los conocimientos de los estudiantes en materias que son parte de los contenidos esperados para el nivel de educación secundaria. Esta prueba permite un sistema integrado, simultáneo y coordinado entre las diversas instituciones. Es controlado actualmente por la Universidad de Chile.
Durante 2011, el CRUCH invitó a universidades privadas a sumarse al sistema de ingreso, de las cuales se sumaron 8.

#### Financiamiento para los estudiantes
La Educación es gratuita en su duración formal para el 50 % de la población más vulnerable y que haya elegido una universidad o instituto público y que no tenga ánimo de lucro. En cuanto a las universidades privadas o con ánimo de lucro, el estudiante puede optar a diferentes becas o créditos con condiciones muy diferentes entre sí para el financiamiento de sus estudios. Esto ha provocado críticas al sistema por parte de estudiantes y egresados. Los estudiantes de universidades del CRUCH pueden postular al Fondo Solidario de Crédito Universitario y los demás estudiantes de educación superior solo al Crédito con Garantía del Estado (o Crédito con Aval del Estado, CAE). En 2011 se creó una comisión que estudiaría mecanismos para mejorar el financiamiento de la educación superior, la que fue compuesta por 12 académicos.
El arancel promedio de una universidad chilena es de $3 565 645 pesos chilenos. Esto corresponde al 132 % del sueldo mínimo anual, y a 93 % en el caso del "arancel de referencia", que es el utilizado para calcular el monto de crédito otorgado para el CAE.

#### Calidad
Desde 2004 se inició un proceso de acreditación de la calidad de la educación superior mediante la Comisión Nacional de Acreditación de Pregrado (CNAP).
Por la Ley N.º 20.129 de 2006 se establece un sistema nacional de aseguramiento de la calidad de la educación superior (CFT, IP y universidades) a cargo de la Comisión Nacional de Acreditación (CNA-Chile). Sus principales objetivos son la acreditación institucional y acreditación de carreras y programas de la educación superior. El sistema es voluntario para las instituciones por lo que su impacto es acotado.

## Cobertura y obligatoriedad
La cobertura del sistema educacional chileno es prácticamente universal, como ocurre en países desarrollados, teniendo índices de matrícula que representan esa realidad. La matrícula en Educación Básica (EGB) alcanza al 99,7 % de los niños entre 7 y 14 años. En el caso de la Educación Media la cobertura de la matrícula es de 87,7 %, de los adolescentes entre 15 y 18 años.
Antiguamente, la obligatoriedad escolar abarcaba solo el Ciclo Básico (EGB) de 8 años. Pero, a partir del 7 de mayo del 2003, una reforma constitucional, bajo el gobierno del presidente Ricardo Lagos, estableció la Educación Media gratuita y obligatoria para todos los chilenos hasta los 18 años de edad, entregando al Estado la responsabilidad de garantizar el acceso a ella. 
También se distinguen modalidades especiales de la educación básica y media como la educación de adultos y la especial (educación diferencial).

## Institucionalidad

### Niveles primario y secundario
Con la entrada en vigencia de la Ley General de Educación de 2009, se reemplazó el Consejo Superior de Educación por el Consejo Nacional de Educación. Adicionalmente, la Ley de Aseguramiento de la Calidad de la Educación de 2011 separa funciones del ministerio en tres organismos, para lo cual crea dos nuevas instituciones reguladoras del sistema escolar, la Superintendencia de Educación y la Agencia de Calidad de la educación, las que entraron en operación en el segundo semestre de 2012.
En 2017, la Ley N.º 21.040 creó un nuevo Sistema de Educación Pública, transfiriendo los establecimientos educacionales de los 345 municipios del país a 70 nuevos Servicios Locales de Educación Pública (SLE). Los SLE serán constituirán servicios públicos descentralizados cuyo objeto único será la provisión del servicio educacional en sus respectivos territorios de competencia, y se conformarán mediante un proceso gradual que durará hasta el año 2025.

### Nivel superior
Se ha mencionado la creación de equivalentes para el nivel superior, pero a agosto de 2016 estos proyectos no se han concretado.[actualizar]

## Clasificaciones internacionales
En el índice de Desarrollo Humano de las Naciones Unidas (Educación), Chile (0.847) está en el puesto número 1 en Latinoamérica. Los países con mejores índices compuestos de Educación (alfabetización, gasto en educación, tasa bruta de matriculación, usuarios de internet por cada 100 personas, años de educación promedio, años esperados de instrucción) en América Latina son Argentina (0.764), y Uruguay (0.731).
En el Informe PISA del año 2013, los estudiantes chilenos lograron el puntaje promedio más alto de los países latinoamericanos, posicionándose en el puesto 52 de 66 países que participaron de la medición. aunque ha descendido desde el puesto 44. Chile se coloca en el puesto número 51 con 423 puntos en matemáticas, por debajo de la media fijada por PISA (de 494), mientras que en lectura obtiene 441 y en ciencia 445. En Lenguaje se obtuvo 441 puntos contra 449 del año 2009 y 494 del promedio OCDE; mientras que en Ciencias se obtuvo 445 bajando dos puntos de la medición anterior.
La Prueba Pisa mide a 66 países, a todos los pertenecientes a la organización OCDE más diferentes países de América Latina, Asia y Europa.
En el ámbito universitario y basándose en la clasificación internacional elaborada por la Universidad Jiao Tong de Shanghái en China, la Universidad de Chile y la Pontificia Universidad Católica de Chile están entre las mejores 500 del mundo. Por otro lado, en el año 2013 el ranking QS World University incluyó a nueve universidades chilenas dentro de las 800 mejores del mundo, entre las que se encontraban, además de las anteriores, la Universidad de Santiago de Chile, Universidad de Concepción, Pontificia Universidad Católica de Valparaíso, Universidad Adolfo Ibáñez, Universidad Austral de Chile, Universidad de Talca y la Universidad Técnica Federico Santa María. A nivel investigativo, y de acuerdo al ranking SIR Global 2013, aparecen 17 universidades chilenas lideradas por la Universidad de Chile, seguida de la Pontificia Universidad Católica de Chile, Universidad de Concepción, Pontificia Universidad Católica de Valparaíso y Universidad Austral de Chile, entre otras.

## La educación chilena delsigloXXI: Fin a la segmentación social y apertura a la inclusión social

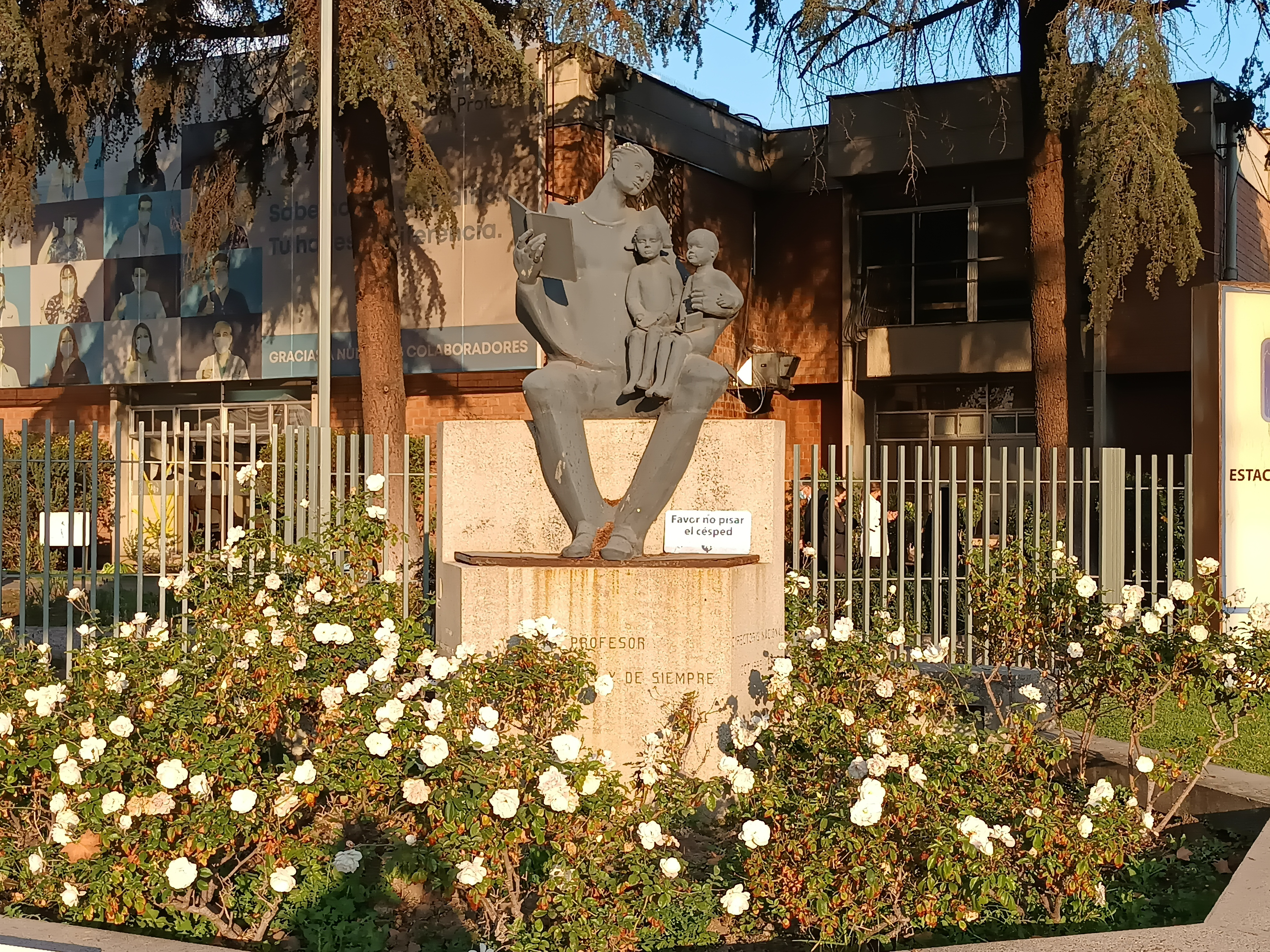
Monumento al Profesor Chileno en el Hospital del Profesor, Estación Central

El actual sistema educativo tiene su origen en las reformas de 1980 que significó el traspaso de la educación pública a la administración municipal, permitiendo la competencia de las escuelas municipales y particulares que recibían subvención escolar del estado, además se permitió que privados crearan universidades, institutos profesionales y centros de formación técnica. Esta institucionalidad profundizó la segmentación social, característica histórica de la educación chilena.
Antes de la dictadura militar había tres instancias escolares; los estudiantes de clase alta asistían a colegios privados pagados, los de clase media estudiaban preferentemente en liceos públicos y los de extracción popular cursaban solo algunos años de enseñanza básica en las escuelas primarias públicas o privadas subvencionadas. Las universidades, eran gratuitas, estaban reservadas para una pequeña parte de la población que lograba aprobar los exigentes requisitos de acceso y cuyas familias podían seguir manteniéndola, en promedio, solo el 7 % de los jóvenes en edad universitaria estudiaban en la educación superior, es decir 55 000 estudiantes.
La reforma de los años ochenta reforzó la estratificación social, por la diferenciación que se indujo entre escuelas privadas subvencionadas y municipales. A las primeras se les permitió operar como entidades que podían obtener utilidades, a lo que sumó la oferta tradicional de escuelas religiosas con nuevos establecimientos privados. Muchos de ellos buscaron atraer a las familias de clase media ofreciéndoles un ambiente social más homogéneo y símbolos de distinción, infraestructuras deportivas y similares. Los más exitosos pusieron en marcha exámenes de admisión para seleccionar a los estudiantes con mayor capacidad de aprendizaje. De este modo, el sector privado subvencionado empezó a congregar a alumnos de clase media y las escuelas municipales se fueron quedando a cargo de aquellos estudiantes de menor condición socioeconómica y con mayores dificultades para sus aprendizajes.
Llegada la democracia se desarrollaron una serie de iniciativas destinadas a implementar la equidad, igualdad y calidad educativa; ello con alta inversión en infraestructura, proyectos de mejoramiento educativo, jornada escolar completa, etcétera; ha pasado el tiempo y en estos últimos años se ha optado por una reforma educacional de envergadura, destinada a modificar la estructura del sistema vigente. Por eso, a fines del 2016 se inició el proceso legislativo del término de la municipalización y su reemplazo por servicios locales financiados centralmente. También, la ley de inclusión, promulgada en 2015, prohibió la selección en los establecimientos con financiamiento público, poniendo fin al copago en la educación particular subvencionada y prohibió el lucro de estos establecimientos, ello a través de una implementación gradual y que comienza plenamente este año.
A lo largo del período hubo también cambios fundamentales en la institucionalidad de la educación con la creación de organismos para la calidad y la regulación del sector, poniéndose en marcha un sistema de carrera docente, se reformó el currículo, se creó la Subsecretaría de Educación Parvularia y se multiplicó la dotación de establecimientos de ese nivel de enseñanza. La generalidad de estas iniciativas se relacionan con la enseñanza básica y media, claro es, que aún se cuestiona la calidad. Mientras tanto, la educación superior estuvo prácticamente desprovista de atención por parte de la política pública, salvo lo referido al sistema de crédito estudiantil.
En estos últimos años, se ha verificado como nunca antes en la historia de Chile, una expansión de la matrícula en la enseñanza superior, pero bajo un marco desregulado, sin instancias de coordinación ni resguardos de la calidad de los estudios. La situación empezó a cambiar después de las masivas movilizaciones de protesta del 2011. En el segundo gobierno de Michelle Bachelet se ha impulsado una reforma del sector que incluye la instalación gradual de la gratuidad de la enseñanza, una Subsecretaría de Educación Superior y la creación de más universidades estatales, entre otras iniciativas que deberá afinar, modificar e impulsar el gobierno de Sebastián Piñera.
Cabe preguntarse, si todas las iniciativas en educación logran o no el objetivo central, que es aportar al crecimiento económico con recursos humanos más calificados y productivos, para igualar oportunidades y reducir las brechas de aprendizaje entre los jóvenes, sirviendo además las demandas sociales.
El aporte de la educación superior a la movilidad social es un tema relevante si se considera que la cobertura de la educación superior ha aumentado en los últimos años y que entre el 40 % y el 50 % de los jóvenes de los estratos medios bajos y bajos está ingresando a alguna institución de educación superior. Muchos de estos jóvenes son la primera generación de sus familias que se incorporan a la educación superior.
Pero hay desafíos, un estudio del PNUD en Chile señala que los jóvenes de los estratos medios bajos y bajos, no consiguen los mismos resultados que los jóvenes de origen familiar más acomodado. La mayoría cursa estudios superiores técnico-profesionales o bien va a universidades de menor calidad académica, presentan mayores tasas de deserción y sus ingresos laborales cuando egresan son más bajos, pero más elevados que en el caso de no haber llegado a este nivel de enseñanza. Esto último contribuye a acortar brechas; sin embargo, el número de estos estudiantes ha crecido a tasas mucho mayores que la economía en los últimos diez o quince años, por tanto, un factor crítico es la capacidad actual y futura que tiene nuestra economía de proveer los empleos esperados por los más de un millón de estudiantes que hoy está en la educación superior. Sumamos a ello el efecto que tendrá la creciente automatización de los procesos productivos en empleos.
En relación con lo anterior, es probable que la cobertura de la educación superior en Chile esté próxima a tocar techo en términos de los empleos que puede proveer la economía para sus egresados. La evidencia internacional señala que no hay país en el mundo que aspire a que toda la población tenga estudios superiores. Es un desafío pendiente para la enseñanza media dotar de competencias a los jóvenes que no ingresarán a la educación superior, así como la instalación de una oferta de educación continua que permita la renovación de conocimientos y competencias a lo largo de la vida.
Los jóvenes de estrato bajo y medio bajo que cursan estudios superiores en centros de formación técnica e institutos profesionales obtienen ingresos que son más bajos que los obtenidos por los jóvenes de hogares acomodados quienes tienden menos a estudiar en esos centros. Ahora bien, la brecha de ingresos entre los profesionales universitarios, según su origen socioeconómico es significativa. Esta diferencia de salario entre profesionales del estrato alto y del estrato bajo se explica por la acumulación de factores a lo largo de la niñez y la juventud, que determina un acceso muy diferenciado a la educación superior en términos de la calidad de la institución y del tipo de carrera. Además, se explica por la valoración diferenciada que hacen los empleadores, especialmente cuando se trata de puestos altos. Para el caso de altos ejecutivos se prefiere a egresados de colegios privados de élite por un tema supuestamente cultural y porque tienen más redes de contacto.
Quizás, un tema no estudiado en términos académicos sea el futuro impacto que tendrán en este cuadro los “nuevos chilenos”, vale decir, los hijos de inmigrantes y los jóvenes extranjeros que se radicarán definitivamente en el país, ellos vendrán a sumarse a la demanda por educación superior y empleo, para lo cual, habrá que adecuar las políticas públicas, tanto para el acceso y financiamiento para la educación como también para la incorporación laboral de todos los jóvenes, será el desafío para el siglo XXI. El mayor acceso a la educación superior ha generado expectativas de movilidad social en los hogares chilenos, y es parte de discurso político situar la educación como centro del desarrollo del país; por eso los resultados del proceso serán muy importantes, no solo para el desarrollo económico y social de Chile sino para la inclusión que tengan las personas respecto del modelo de desarrollo vigente.

## Actualidad
Según Francisco Ocaranza Bosio, Director Escuela de Historia y Geografía, Miembro del Programa de Doctorado en Educación de la Universidad Bernardo O’Higgins, señala que «a partir del movimiento estudiantil de 2006, el de los pingüinos, y luego con una frecuencia casi anual, el alumnado nacional, y a veces también los profesores, han manifestado a través de diversos canales y estrategias, su malestar por las condiciones del sistema en relación a aspectos como calidad, financiamiento, inclusión y otros. En 2014, de acuerdo al Ministerio de Educación, Chile contaba con cinco millones de estudiantes. El 76 % repartido entre el nivel de parvularia, básica y media, y el 24 % restante en el superior. De los 762 mil en edad preescolar, el 32 % acude a instituciones de la JUNJI o Integra, mientras que el 68 % restante a establecimientos escolares. A nivel básico hay alrededor de dos millones de alumnos, de los cuales un 53 % asiste a instituciones particulares subvencionadas, 40 % a municipales, y 7 % a particulares pagadas. En el nivel medio, el 51 % a particulares subvencionados, el 37 % a municipales, el 8 % a particulares pagados, y el 5 % a corporaciones de administración delegada».
Respecto de la educación superior, el 27.4 % de los estudiantes asisten a instituciones del CRUCH, el 31 % a universidades privadas fuera del CRUCH, el 29.4 % a institutos profesionales, y el 12.2 % a centros de formación técnica.
En materia de recursos económicos destinados a cada estudiante, Chile destina la mitad que el promedio OCDE (US$ 5092 versus 10 000), 6500 en el nivel parvulario (18 % del PIB per cápita), 4074 en el escolar (19 %), y 7600 (35 %) en el superior.
Las cifras relativas al PIB per cápita también se encuentran bajo el promedio OCDE, donde se alcanza un 22 %, 25 % y 41 % respectivamente. Sin perjuicio de esto, cabe destacar que existe un incremento del 12 % en el gasto destinado a la educación escolar, entre 2008 y 2013, y de un 5 % en educación superior en el mismo período de tiempo.
Asociado a todo esto debe tenerse en cuenta la fuente de financiamiento de la educación, que en Chile cuenta con una importante proporción procedente de la billetera del particular. Así, el gasto privado en la educación escolar asciende al 21 % (solo 9 % promedio OCDE), y 62 % la universitaria (30 % OCDE), lo que tiende a compensar lo expuesto en el párrafo anterior.
El sistema de educación, vigente desde la década de 1980, y ligeramente modificado en 1994 a través de la instalación del sistema particular subvencionado para el nivel básico y medio, trae como una de sus consecuencias más marcadas, un altísimo nivel de segregación, favoreciendo una inevitable reproducción de la estratificación social.
A este respecto es ilustrativo tomar en cuenta los resultados obtenidos en la prueba PISA de 2012, donde Chile ocupa el penúltimo lugar de la OCDE en competencia lectora mínima (68 % frente al 80 %). La diferencia en el rendimiento entre el primer y el quinto quintil es de más de 35 puntos porcentuales, mientras que el promedio OCDE es de 20.
En materia de distribución de recursos en la escuela, o disponibilidad de los mismos en relación con la condición socioeconómica, Chile presenta un ratio de concentración superior a 30 %, existiendo quince países OCDE con rangos que van del 0 % al 10 %, y otros cinco con índice negativo, debido a sus políticas de igualdad de oportunidades a partir de las cuales las familias de menores ingresos reciben mayores recursos con un fin de igualación.
Finalmente cabe considerar la segregación social existente entre escuelas, de acuerdo al índice de Duncan (0 es integración total y 1 segregación absoluta), donde Chile ocupa la última posición del listado.

### Digitalización y desafíos post pandemia
La Pandemia forzó un cambio drástico en la estructuración y logística de la realización de clases en Chile y el mundo, no obstante esta abrió la puerta al uso de tecnologías en los establecimientos educacionales. No obstante, el uso de éstas tecnologías es aún limitado en tareas como planificación y gestión, hay baja o nula capacitación y su uso en las clases se limita a la utilización de plataformas para el aprendizaje.